# УкрСиб Ессет Менеджмент
«УкрСи́б Ессе́т Ме́неджмент» — компанія з управління активами — адміністратор пенсійних фондів «УкрСиб Ессет Менеджмент» створена в 2003 році, в межах АТ «УкрСиббанк», яке в свою чергу є частиною найбільшої у світі фінансової групи BNP Paribas. Мета компанії «УкрСиб Ессет Менеджмент» — збереження та примноження капіталу інвесторів. 14 липня 2017 року - Investment Capital Ukraine (ICU) КУПУЄ “УКРСИБ КЕПІТАЛ МЕНЕДЖМЕНТ»

## Рейтинги
КУА АПФ «УкрСиб Ессет Менеджмент» в 2011 отримала інфраструктурний рейтинг надійності КУА на рівні uaAA.amc - дуже високий рівень надійності, за результатами оцінки РА Експерт Рейтинг (Україна). 
КУА АПФ «УкрСиб Ессет Менеджмент» у 2010 році увійшла до рейтингу «ТОП-100. Рейтинг лідерів бізнесу України», який проводився «Українською інвестиційною газетою». Компанія була виділена серед професійних учасників, які зробили значний внесок у становлення і розвиток фондового ринку за останніх 10 років.
Інвестиційні фонди «УкрСиб Стабільний дохід 2» і «УкрСиб Фонд Нерухомості» регулярно входять до рейтингу "ТОР-10 самих прибуткових фондів, за даними РІА «Cbonds — Україна».
Рейтингове агентство «Експерт — Україна» за підсумками 2008 р. присвоїла найвищий рейтинг ефективності (А) ринковим інвестиційним фондам ЗНКІФ «УкрСиб Фонд Нерухомості» і ЗНКІФ «УкрСиб Стабільний дохід 2».
ЗНКІФ «УкрСиб Фонд Нерухомості» отримав почесну винагороду національного бізнес-рейтингу «Лідер галузі 2008».

## Інвестиційні фонди
Під управлінням КУА АПФ «УкрСиб Ессет Менеджмент» перебувають ринкові інвестиційні фонди:

### Фонд «УкрСиб А-ВІСТА»
«УкрСиб А-ВІСТА»  - пайовий диверсифікований інвестиційний фонд відкритого типу. Фонд реалізує збалансовану інвестиційну стратегію, яка передбачає можливість інвестування у боргові цінні папери, та акції з високим потенціалом зростання. 

### Фонд «УкрСиб Стабільний дохід 2»
«УкрСиб Стабільний дохід 2» — корпоративний інвестиційний фонд закритого типу, створений після завершення роботи інвестиційного фонду «Стабільний дохід», який показав успішні результати діяльності — середньорічна прибутковість 32%. Фонд створений, як альтернатива класичним депозитним продуктам і дозволяє приватному інвестору зберегти і примножити свої заощадження. Фонд орієнтується на консервативну стратегію інвестування, віддаючи перевагу надійним борговим інструментам — корпоративним, муніципальним і державним облігаціям.

### Фонд «УкрСиб Фонд нерухомості»
«УкрСиб Фонд нерухомості» — корпоративний інвестиційний фонд закритого типу, який інвестує не лише в цінні папери, а також у нерухомість і корпоративні права. Учасниками фонду можуть бути як юридичні, так і фізичні особи. Фонд диверсифікує портфель, розподіляючи інвестиції між широким спектром різних активів, з метою зниження ризиків можливих втрат капіталу і підвищення ефективності вкладень.

### Фонд «УкрСиб Динамічний дохід»
«УкрСиб Динамічний дохід» — корпоративний інвестиційний фонд закритого типу, який розрахований на активних інвесторів, які дотримуються агресивної стратегії роботи з цінними паперами, з метою досягнення більшої прибутковості в майбутньому. Фонд інвестує в акції українських емітентів. Перевагами фонду є: високий рівень потенційної прибутковості, участь у зростанні найбільш ліквідних акцій українського фондового ринку, зниження ризиків портфелю за рахунок диверсифікації активів.

### Фонд «УкрСиб Індексний»
«УкрСиб Індексний» — корпоративний інвестиційний фонд закритого типу, який цікавий інвесторам, що бажають отримати прибутковість, максимально узгоджену з індексом Української біржі (УБ). Стратегія фонду націлена на підтримку інвестиційного портфелю, прибутковість якого максимально точно повторює динаміку індексу УБ. З цією метою, структура активів фонду відповідає структурі індексу УБ, яка включає акції 15 найбільш ліквідних українських компаній.

### Фонд «Прискорення»
«Прискорення» — корпоративний інвестиційний фонд закритого типу, створений у формі акціонерного товариства. Наявність у портфелі фонду боргових інструментів, дохід за якими підтримується державою (єврооблігації та ОВДП) вигідно вирізняють даний фонд з-поміж інших ІСІ. Кошти фонду інвестовані у найменш ризикові фінансові інструменти — облігації зовнішньої державної позики України (єврооблігації), облігації внутрішньої державної позики, інструменти грошового ринку та банківські метали.